# Andreas Karaczay

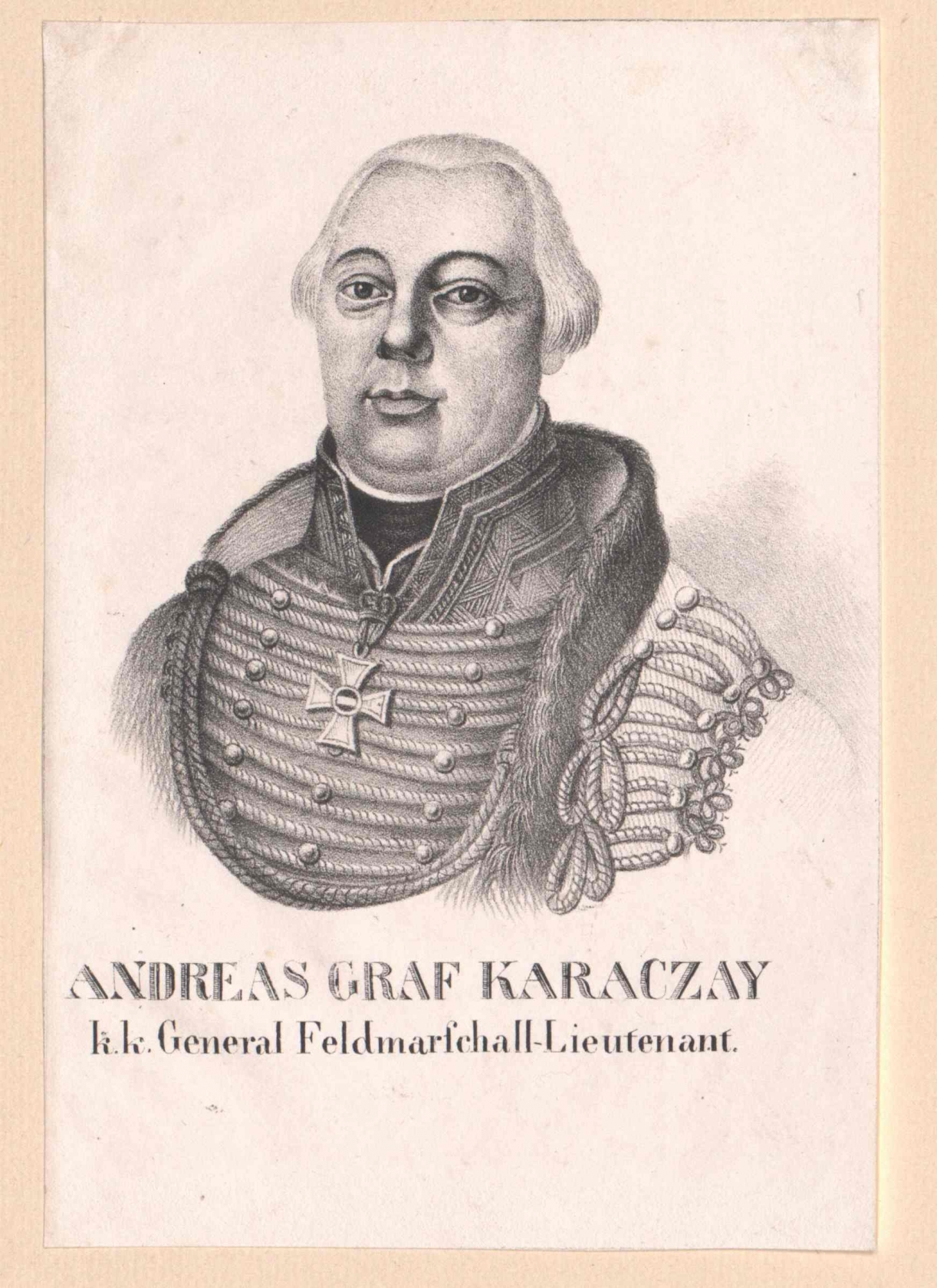
Porträt aus dem 19. Jahrhundert

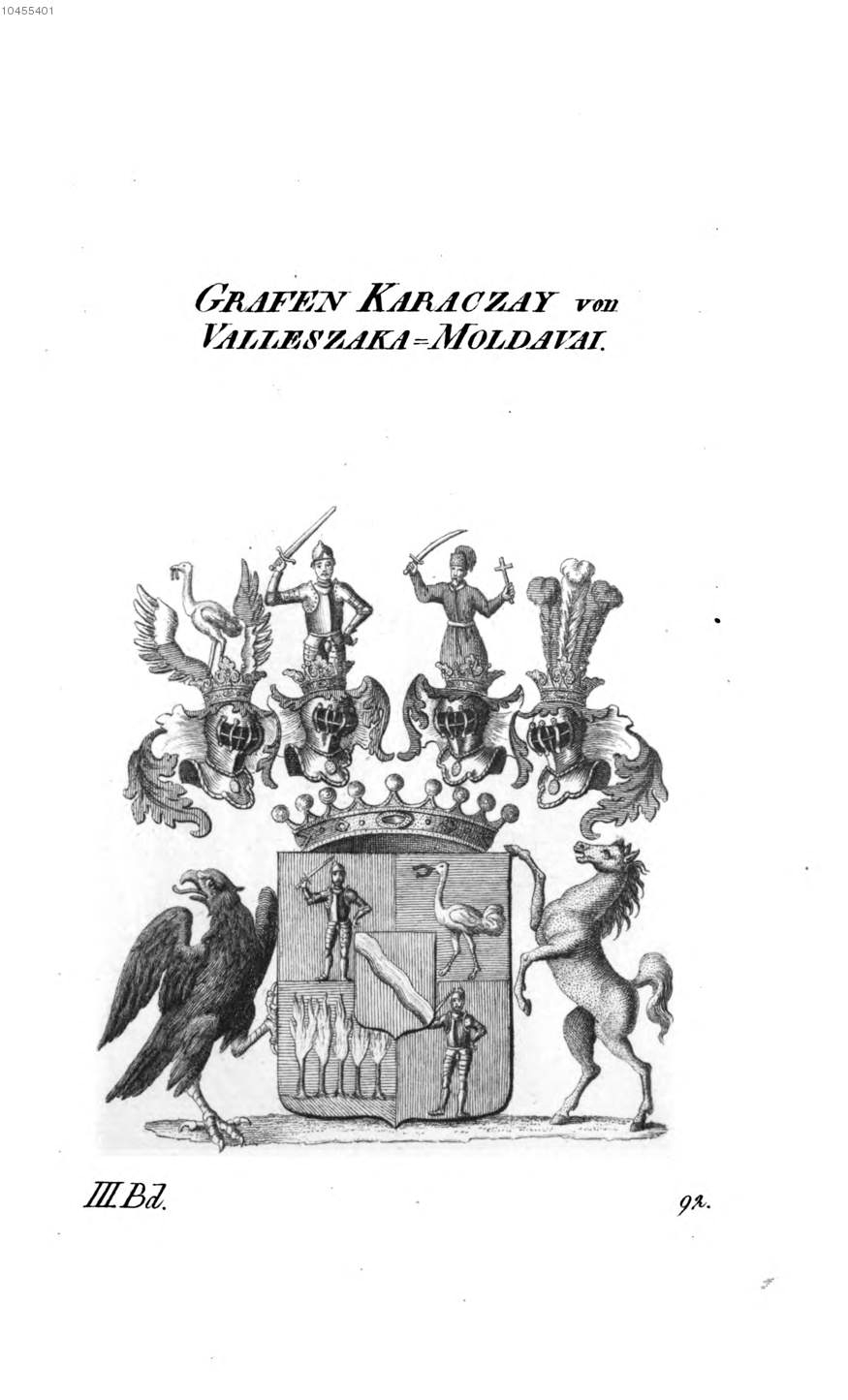
Gräfliches Wappen

Andreas Karaczay, ab 1775 Freiherr Karaczay, ab 1798 Graf Karaczay de Vályeszáka (auch Karaiczay de Wallje-Szaka; ungarisch: András Karacsaj de Válje-Szaka; kroatisch: Andrija Karadžić; serbisch: Андрија Караџић; * 30. November 1744 in Hrvatska Kostajnica; † 22. März 1808 in Wiener Neustadt) war ein österreichischer General.

## Leben
Karaczay stammte aus einer alten kroatischen Adelsfamilie. Als er 15 Jahre alt war, wurde er Kadett im confinial-banatischen Regiment und stieg dort schnell zum Fähnrich auf. Als Leutnant kam er dann zur Königlich ungarischen Leibgarde unter Nikolaus I. Joseph Esterházy de Galantha. Dort wurde er im dritten Jahr zum Oberleutnant im Carabiner-Regiment Herzog Albert von Sachsen befördert und anschließend im Chevaux-legers-Regiment Georg Wilhelm von Hessen-Darmstadt zum Rittmeister. Nachdem sich Karaczay in Auseinandersetzungen mit Preußen 1778/1779 auszeichnete ernannte ihn Kaiser Joseph II. während einer Visitation zum Major. Kurz darauf rückte er in den Grad eines Oberstleutnants auf.
Karaczay zeichnete sich mehrmals im Russisch-Österreichischen Türkenkrieg ab 1787 durch Umsicht und kluge Strategien aus, insbesondere bei der Eroberung von Chotyn. Für seine Leistungen, die auch bei den Feinden Anerkennung fand, wurde er 1788 zum Oberst befördert. Einen großen Erfolg verzeichnete er am 19. April 1789 in Wallje-Szaka, als er mit einer deutlich unterlegenen Truppenstärke den Feind schlug. Auch die folgenden Missionen gelangen Oberst Karaczay, weshalb der Kaiser am 13. August 1789 seine Beförderung zum Generalmajor verfügte. Außerdem wurde er Inhaber des 4. Dragoner-Regiments. Heldenstatus erlangte General Karaczy in der Schlacht bei Martinesti am 22. November 1790, als er abermals einer übermächtigen Türkischen Armee gegenüberstehend, die Front durchbrach und damit den Sieg des russisch-österreichischen Bündnisses ermöglichte. Nach dem Frieden setzte er sich in Lemberg als Brigadier zur Ruhe.
Karaczay zog in den Revolutionskriegen von 1794 erneut ins Feld. Abermals konnte er Erfolge feiern. 1795 wurde er allerdings wegen seiner schwachen Gesundheit auf eigenen Wunsch in den Ruhestand versetzt. Er zog sich zunächst in Lemberg, dann in Pest zurück. 1799 kehrte er auf besondere Bitte Suworows in den Militärdienst zurück und wurde in Italien eingesetzt. Im Sommer 1799 erfolgte seine Beförderung zum Feldmarschallleutnant. 1800 wurde er auf Bitten von Feldmarschallleutnant Kray in die deutschen Lande versetzt. Bei der Schlacht bei Engen am 3. Mai 1800 wurde er jedoch schwer verwundet. Da er seit diesem Zeitpunkt Kugeln im Unterleib hatte, musste er sich aus dem aktiven Dienst zurückziehen und starb schließlich an den Folgen seiner Verwundung.

## Familie
Karaczay war mit der Freiin Rosalia Wimmer von Wimmersberg (* 1769; † 1832) aus Peterwitz in Preußisch-Schlesien verheiratet. Das Paar hatte mehrere Kinder:
- Fedor  (* 3. Oktober 1787; † 2. Juli 1859)[1], persische General ⚭ 1853 Josephine Bellelli-Bianchi (* 2. Mai 1827)
- Alexander (* 18. August 1790; † 2. September 1858) ⚭ Gräfin Rosalia von Kornis († 1847)[2]
- Joseph (* 8. November 1788; † 1848), Oberst
- Andreas Alpheus († 1815), Rittmeister

## Auszeichnungen
- 21. Dezember 1789 Ritterkreuz des Militär-Maria-Theresien-Ordens
- 1790 Großkreuz des St. Annen-Ordens (abgelehnt; österreichische Offiziere durften zu dieser Zeit keine ausländischen Orden annehmen)
- 19. Dezember 1790 Kommandeurskreuz des Maria Theresien-Ordens
- 1. Oktober 1798 Erhebung in den Grafenstand[3]

## Schrift
- Vorgefallene Unternehmungen zwischen den k. k. Vorposten des Prinz Coburgischen Korps unter Anführung des Herrn Obristen Baron Karaiczai und der Chotymer Besatzung bis zur Uibergabe der Festung: nebst genauer Zeichnung aller Bewegungen dieser beiden Truppen, Piller, Lemberg 1788.